# Mystici Corporis Christi
Mystici corporis Christi (slovensko: Skrivnostno telo Jezusa Kristusa) je papeška okrožnica, ki jo je napisal papež Pij XII. in izdal 29. junija 1943. V slovenščini je izšla leta 1944 s komentarji Franca Grivca (COBISS).